# بردارد
بردارد (به سوئدی: Bredared) یک منطقهٔ مسکونی در سوئد است که در بخش بوروس واقع شده‌است. بردارد ۰٫۳۱ کیلومتر مربع مساحت و ۲۲۷ نفر جمعیت دارد.